# Felix Rühl

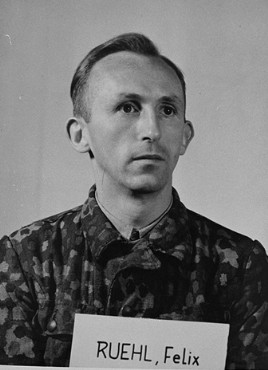
Felix Rühl

Fritz Gustav Felix Rühl, född den 12 augusti 1910 i Neheim, död 2 juni 1982 i Leverkusen, var en tysk SS-Hauptsturmführer.
Rühl var juni–oktober 1941 officer i Sonderkommando 10b inom Einsatzgruppe D, som genomförde mord på civilpersoner i södra Ukraina i samband med Nazitysklands fälttåg mot Sovjetunionen, Operation Barbarossa.
Vid Einsatzgruppenrättegången i Nürnberg 1947–1948 dömdes Rühl för krigsförbrytelser och brott mot mänskligheten till 10 års fängelse men frigavs redan 1951.